# Męczeństwo Polikarpa
Męczeństwo Polikarpa (łac. Martyrium Polycarpi) – zabytek literatury wczesnochrześcijańskiej, zawierający opis męczeńskiej śmierci biskupa Smyrny Polikarpa, jednego z Ojców Apostolskich. Jest to najstarszy opis męczeństwa (nie licząc męczeństwa Szczepana w Dziejach Apostolskich). Anonimowy utwór ma postać listu, wysłanego przez gminę chrześcijańską w Smyrnie gminie w Filomelionie. Tekst powstał dla uczczenia rocznicy śmierci Polikarpa, prawdopodobnie już w rok po tym wydarzeniu, które miało miejsce w 155/156 roku (lub 166) i jest uważany za przykład pierwszej pasji.
Autor wyłożył w utworze teologię męczeństwa, postrzegając je jako powtórzenie ofiary Chrystusa. W opisie zdarzeń posługiwał się obrazowymi porównaniami: Polikarp udaje się do willi podmiejskiej jak Jezus do Getsemani, jak Jezus modli się w noc poprzedzającą mękę, wjeżdża do Smyrny na osiołku i tak jak Jezus przed obliczem Piłata, tak Polikarp staje przed obliczem prokonsula. Modlitwa Polikarpa ponoszącego śmierć na stosie przepełniona jest reminiscencjami biblijnymi i liturgicznymi, nawiązuje do Eucharystii. Utwór zawiera także cenne świadectwo rodzącego się wówczas kultu męczenników – prochy Polikarpa zostają zebrane i uroczyście pochowane, aby zmarłemu oddawano hołd jako naśladowcy Chrystusa.
Utwór w nieco zmodyfikowanej postaci został włączony do Historii Kościelnej Euzebiusza z Cezarei. Fragmenty modlitw Polikarpa pochodzące z Męczeństwa cytowane są w Katechizmie Kościoła Katolickiego jako ilustracja artykułów wiary odnoszących się do komunii świętych (n. 957) oraz świadectwa prawdy (n. 2474).